# Епархия Легницы
 Епархия Легницы  (лат. Dioecesis Legnicensis) — епархия Римско-Католической церкви с центром в городе Легница, Польша. Епархия Легницы входит в митрополию Вроцлава. Кафедральным собором епархии Легницы является церковь святых Петра и Павла.

## История
25 марта 1992 года Римский папа Иоанн Павел II издал буллу Totus tuus Poloniae populus, которой учредил епархию Легница, выделив её из архиепархии Вроцлава.
24 февраля 2004 года епархия Легницы передала часть своей территории новой епархии Свидницы.

## Ординарии епархии
- епископ Тадеуш Рыбак (25.03.1992 — 19.03.2005)
- епископ Стефан Цихий (19.03.2005 — 16.04.2014)
- епископ Збигнев Керниковский (с 16.04.2014)

## Источник
- Annuario Pontificio, Ватикан, 2005
- Булла Totus Tuus Poloniae populus, AAS 84 (1992), стp. 1099  (лат.)